# Референдум о досрочных выборах президента Республики Абхазия (2016)
Референдум о досрочных выборах Президента Республики Абхазия — референдум в Республике Абхазия о досрочных выборах президента Абхазии, состоявшийся 10 июля 2016 года и признанный несостоявшимся из-за рекордно низкой явки избирателей.
Согласно законодательству, вопрос о досрочных выборах президента можно будет поставить на референдуме не ранее чем через два года.

## Подготовка
1 марта 2016 года инициативная группа в составе 46 человек подала заявление в Центральную избирательную комиссию о проведении референдума по вопросу досрочных выборов президента Абхазии в связи с общественно-политической обстановкой в стране.
17 марта оппозиция начала кампанию по сбору подписей за проведение референдума о необходимости досрочных выборов президента республики. Уже через месяц более 19 тысяч необходимых по закону подписей были представлены в ЦИК Абхазии. Проведение референдума планировалось провести осенью того же года.
1 июня 2016 года президент Абхазии Рауль Хаджимба назначил референдум по вопросу о досрочных выборах на 10 июля 2016 года. Оппозиция выступила против решения президента, справедливо заявив, что у неё не будет времени провести агитацию, к тому же в июле основная масса населения занята в курортном бизнесе. Однако Хаджимба отказался изменить назначенный срок.
По сообщению председателя ЦИК Батала Табагуа, предварительно в списки для голосования внесены 133 202 человека, а голосование на референдуме пройдёт в 151 избирательном участке.
5 июля 2016 года в Сухуме произошли беспорядки, в ходе которых были выдвинуты требования к президенту Абхазии Раулю Хаджимба отправить в отставку министра внутренних дел Леонида Дзапшба за ухудшение криминогенной ситуации в стране и препятствование свободному волеизъявлению сотрудников МВД на референдуме. Президент своим указом отстранил Дзапшба от должности на время расследования и назначил исполняющим обязанности министра внутренних дел Бориса Абитова.
Не сумев добиться переноса даты проведения референдума на осень, оппозиция призвала избирателей к его бойкоту. В итоге все политические силы Абхазии оказались противниками проведения этого референдума.

## Голосование
10 июля 2016 года в ходе референдума 750 избирателей высказались за проведение досрочных выборов Президента Республики, а 761 — против. Явка избирателей составила 1,23%.
Проведение референдума обошлось в 8-9 млн рублей и при рекордно низкой явке избирателей (менее 2%) было признано несостоявшимся.